# Gépi csipkekészítés

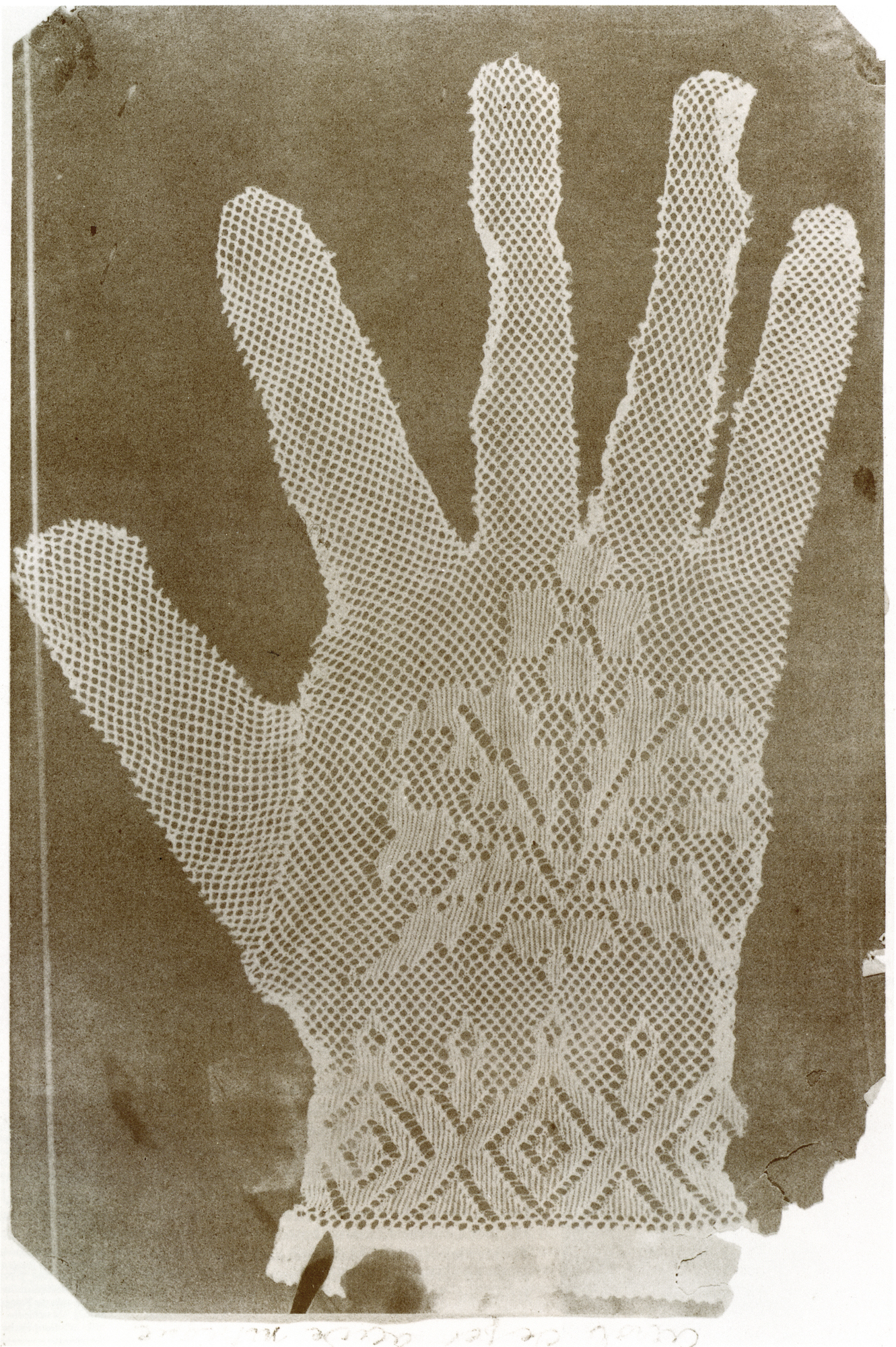
Csipkekesztyű kb. 1840-ből

A gépi csipkekészítés a kézi csipkekészítés gépesítése, a kézi csipkekészítés módszerének gépre való átvitele és továbbfejlesztése.
A csipke a textíliák egyik legművészibb és technikailag igen bonyolult szerkezetű fajtája. Általános nézet, hogy a mai értelemben vett csipke viszonylag modern termék, eredete a 15. századra vezethető vissza. Nincs rá bizonyíték, hogy olyan ókori leletek maradtak volna fenn, amelyek csipkének lennének tekinthetők.
A csipkék készítésével apácák kezdtek foglalkozni és a csipkéket oltárterítők, papi ruhák díszítésére használták. A csipkés öltözék a rang és a gazdaság jele volt. A csipkekészítés a legnagyobb lendületet a reneszánsz idején kapta. Az idők folyamán többféle technika és díszítési mód fejlődött ki a csipkekészítés különböző központjaiban (Itáliában, Spanyolországban, Belgiumban, Franciaországban, Angliában és másutt).
A csipkéknek igen sokféle fajtája van. A csipkekészítésnek e cikkben tárgyalt módszere a szövetszélek eldolgozásából, a rojtokból fejlődött ki. Alapvetően két módszer alakult ki: az egyiknél a csipkét egyetlen fonalból hozták létre, amelyből egyetlen tűvel egymáshoz kapcsolódó öltéseket készítettek (ennek utóda a ma is kötőtűvel vagy horgolótűvel készített kézimunka-csipke); a másik módszer több fonalat használt, amelyeket különálló csévékről fejtettek le és amelyeket egymással bonyolult módon keresztezve alakították ki az összefüggő, díszes kelmét – ez a mai szóhasználat szerinti vert csipke vagy – német eredetű szóval – klöpli. Ezek közül a vert csipke inspirálta leginkább a feltalálókat arra, hogy kísérletet tegyenek a kézi munka gépesítésére.
Már amikor a kézi munkák gépesítésével a 18. században egyáltalán elkezdtek foglalkozni, felmerült a csipkés jellegű textíliák géppel való készítésének igénye.

## Vetülékrendszerű kötőgéppel kötött csipke
Amikor William Lee 1589-ben feltalálta a kötőgépet, és az elkövetkező évtizedekben–évszázadokban különböző találmányokkal mind jobban tökéletesítették azt és mind érdekesebb kötésmódok készítésére tették alkalmassá, a fejlesztés 1800-ra már odáig jutott, hogy csipke jellegű kötött kelme készítése is lehetővé vált a gépen. Ezt egyrészt a – mai szakkifejezéssel – feltartott szemek készítésének megoldásával, másrészt a Morris és Betts által 1764-ben szabadalmaztatott szemáthelyezési technikával érték el (amikor egy már elkészült szemet az egyik tűről a másikra lehet átrakni). Még ugyanebben az évben Hammond továbbfejlesztette ezt a módszert és megoldotta, hogy már nem csak szomszédos, hanem a harmadik tűre való szemáthelyezés, sőt a két tűn lévő szemek kölcsönös, egymást keresztező áthelyezése is lehetővé vált. 1871-ben John Morris olyan megoldást szabadalmaztatott, amely a két szomszédos szemet összekötő szemlábat erre a két szemre akasztotta vissza és ezzel valóságos nyílásokat hozott létre a kelmében. Kitaláltak olyan szemátakasztásos megoldást is, amellyel hatszög alakú nyílást tudtak előállítani, olyat, mint amilyen a kézi hímzés egyik alapját szolgáló „tüll” szerkezet. Mindezt a Lee-féle gép továbbfejlesztésével, gépesítve oldották meg. Ezekkel a megoldásokkal nyílásokat tartalmazó – mai szakkifejezéssel: áttört – minták készülhettek, ami végül is a csipkeszerű mintázatok alapja. A mai korszerű síkkötőgépek már igen gazdag csipkeszerű mintázatok készítésére alkalmasak.

## A tüllgép
A csipkegyártás igazi gépesítését azok a találmányok alapozták meg, amelyek a kézi vert csipke technikáját igyekeztek utánozni. Több korai próbálkozás után John Heathcoat volt az, akinek ez 1808-ban szabadalmaztatott, majd 1809-ben tökéletesebb formában megalkotott ún. „tüll-gépével” a legjobban sikerült. Fejlesztésében nagy jelentőségre tett szert honfitársának, Brownnak a találmánya, a tartóban elhelyezett bobin (cséve). A tüll egy hatszögletes nyílásokból álló, háló szerkezetű kelme (nevét a franciaországi Tulle városról kapta), de később más formájú hálókra is átragadt. A gépen készített tüll alapra hímeztek mintát. Tüllhöz hasonló rácsszerkezeteket aztán szövőgépen is előállítottak, mint amilyen a forgófonalas kötésű szövet, a markizett és az etamin.
A tüllgép jelentette a kezdetet a bobinet-gépek kifejlesztéséhez, amelyek csúcspontja a feltalálójáról, John Leversről (ejtsd: livers) elnevezett leavers-gép (a feltaláló neve francia nyelvterületen ebben az a-val kiegészült formában terjedt el). (A „bobinet” elnevezést a bobbin=cséve és a net=háló szavak összetételéből alkották, eredetileg bobbinet írásmóddal.) Először Leversnek sikerült a Heathcoat-féle gépen a fonalak keresztezésének, összekapcsolásának mechanizmusát úgy módosítania, hogy a tüll alapban kis minták is képződhessenek.1835-ben aztán gépét jacquard-berendezéssel kapcsolta össze és tovább tökéletesítette. A jacquard-berendezés már óriási mértékben megnövelte a gép mintázási lehetőségeit.

### A tüll készítése

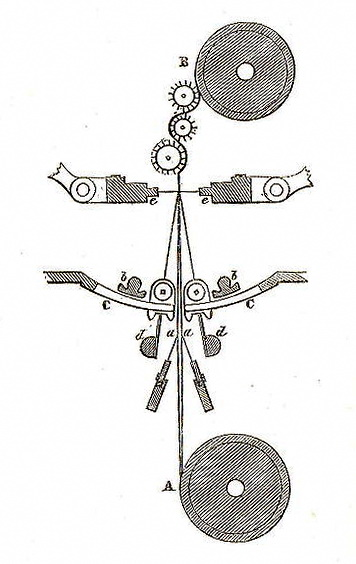
A bobinet-gép vázlata

A tüllgép alapjában véve két fonalrendszerrel dolgozik: lánc- és ún. bobinfonalakkal. A láncfonalak a gépen függőleges helyzetűek, a gép alján elhelyezett A lánchengerről érkeznek (lásd a bal oldali ábrát). A bobinfonalak ezzel szemben egy tárcsa alakú csévéről fejtődnek le, amely egy csévetartóban (a magyar szaknyelv ezt hajónak nevezi), forgathatóan foglal helyet (b). A csévetartók sűrűn egymás mellett sorakoznak a láncfonalak két oldalán, a gép teljes hossza mentén. A hajók egy tartószerkezetben (a mellső és hátsó hajóágyban, C) a fonalak között, azokra merőlegesen oda-vissza átcsúsznak, miközben a lefejtődő bobinfonalat behúzzák a láncfonalak közé. A hajók egymásközti távolsága a láncfonalak egymás közti távolságával egyezik meg, összes számuk a gép teljes hosszától (a munkaszélességtől) és sűrűségüktől függ, minden esetre néhány ezer. Különböző tüll minőségekhez (azaz sűrűségekhez)

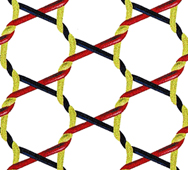
Bobinet tüll

A tüllgépen minden láncfonalhoz két hajó tartozik, ezek egymás mögött két sorban sorakoznak (b). A hajók egymással szemben haladnak át és minden gépfordulatra helyet cserélnek. Mialatt a tüll szerkezet kialakul, a bobin-fonalak, mint az a jobb oldali  ábrán látható (fekete ill. vele szimmetrikus elhelyezkedésű piros fonalak), minden láncfonalat (hosszanti sárga fonalak) jobbról ill. balról megkerülnek, tehát a hajóknak is ilyen mozgást kell végezniük. Ehhez minden gépfordulat alatt a hajóknak oldalirányban is el kell mozdulniuk. A bobinfonalak áthurkolnak egy-egy láncfonalat és a következő osztáshoz állnak be, közben egymást keresztezik. A hajók minden harmadik gépfordulat után megcserélik a helyzetüket. Ezzel a mellső oldali hajók hátra, a hátsó oldaliak előre kerülnek. Egy külön szerkezet gondoskodik arról, hogy a gép végét elérő hajók a mellső oldalról hátra kerüljenek és ezután ismét előre kerüljenek.
Az elkészült tüllkelmét a fel-le lengő mozgást végző e tűs lécek felfelé húzzák el (mozgási ívük nagysága változtatható, ezzel a tüll sűrűsége beállítható) és feltekercselődik a B hengerre. A húzás sebessége és ezzel a tüll sűrűsége változtatható. A nyílások hatszögletes sejt alakja csak a kelme tehermentesítésekor alakul ki.
A gépen a kötésmód változtatásával – esetleg külön kiegészítő berendezéssel – különböző alakú nyílások vagy kisebb mintázatok (pl. keresztcsíkozás) is készíthetők.

## A Pusher gép
1812-ben készítette el Samuel Clark és James Mart „Pusher” elnevezésű gépét, amelyen minden cséve egy tolóka (pusher) segítségével egyedileg volt mozgatható és ezáltal háló alapon mintás csipkét készíthetett. Mivel a tolókákat kézzel mozgatták, tetszőleges mintát lehetett előállítani. A minták kontúrját azonban a gépen nem lehetett előállítani, így azt utólag kézzel készítették el. A Pusher gép nagyon bonyolult és lassú volt, és a csévék korlátozott fonaltartalma miatt az elkészíthető csipkekelme mérete is csak legfeljebb mintegy 2×4 m lehetett. 1829-ben J. Synyer tökéletesítette és így az 1870–1880-as évekig használatban volt.

## A bobinet-csipkegép
Levers a Heathcoat által megalkotott technika továbbfejlesztésével szerkesztette meg az a gépet, amely a tüll alapra mintát is tudott készíteni. Egy további fonalrendszerrel, a láncfonalakkal azonos síkban elhelyezkedő, különálló csévékről bevezetett mintázó-fonalakkal és az azokat oldalirányban mozgató fonalvezető sínekkel tette lehetővé a minta kialakítását. (A későbbi gépeken a sínek száma akár 240 is lehetett, ami igen nagy minták készítését tette lehetővé.) Gépével akkor érte el a legnagyobb sikert, amikor ezeket a fonalvezető síneket már jacquard-berendezéshez kapcsolta és így sokkal változatosabb mintákat tudott előállítani. A jacquard-berendezés olyan kialakítású volt, hogy a tapogató pálcákhoz kapcsolt mechanizmus a mintázásban részt vevő fonalak számára különböző mértékű oldalirányú eltolódásokat tesz lehetővé.

### A csipkeminta kialakítása
A bobinet-csipkegép működése a kétfonalas technikán alapul. A két fonal: a láncfonal  és a bobin-fonal. Egyes szerkezetekben ehhez a csévékről bevezetett mintázófonalak járulnak. A csipke-kötésmódok, a lánchengerről bevezetett láncfonalak, ill. a csévékről bevezetett mintázófonalak, valamint a hajókkal bevezetett bobin-fonalak között létrejövő, meghatározott kapcsolódásokat jelentenek. Ahhoz, hogy a bobinfonalak megkerüljék a hengerekről ill. csévékről vezetett láncfonalakat, ez utóbbiakat kell oldalirányban mozgatni. Ehhez ezeket a fonalakat bizonyos rendszer szerint szorosan egymás mögött elhelyezkedő fonalvezető sínek nyílásaiba fűzik be. A sínek száma igen nagy, akár 240 is lehet. Az alapot képező láncfonalak fonalvezető sínjei csak egyszerű jobbra-balra mozgást végeznek, a mintázófonalakhoz tartozó fonalvezető síneket mozgatja a gép egyik végén elhelyezett jacquard-berendezés, amely olyan szerkezetű, hogy a sínek eltolása különböző mértékű is lehet, ezáltal alakítható ki az alapszerkezetbe beépülő minta.

## A bobinet-függönygép
A függönyökkel kapcsolatban felmerült azon igény, hogy lazább szerkezetűek és ezzel fényáteresztőbbek legyenek, vezetett egy további fejlesztéshez, még nagyobb bobinetgépek készítéséhez. Ezek a bobinet-függönygépek.
1846-ban John Livesey ugyancsak Heathcoat gépére alapozva készített függönygyártó gépet. Terméke a viktoriánus korabeli Angliában (a 19. század második felében) nagy népszerűségre tett szert. A bobinet-függönygép a csipkegép egy továbbfejlesztett változata, amely változatosabb alapszerkezetet és nagyobb mintázási lehetőségeket biztosít.
A gép felépítése és működésmódja sokban hasonlít a csipkegépéhez. A lánc-, alap- és mintázófonalakat itt is fonalvezető sínek furatain fűzik át, a sínek oldalirányban mozognak. A jacquard-berendezés azonban itt a gép tetején helyezkedik el és olyan platinákra hat, amelyek behatolhatnak a függőleges fonalak közé, ill. kihúzódhatnak onnan. Minden fonalközbe benyúlik egy-egy ilyen platina. Ha a platina ebben a helyzetben van, akkor az oldalirányban elmozdítandó fonalat megakadályozza ebben, vagyis az helyben marad. Ha a platina a mintavezérlés hatása alatt kihúzódik a fonalak síkjából, akkor engedi a fonalat oldalirányban elmozdulni. Ezzel a módszerrel alakítják ki a hosszanti fonalakból mind az alap-, mind a mintaszerkezetet. A fonalvezető sínek által létrehozott kötésmódok nem képeznek mintázatot, csak a kívánt szerkezetű csipkealapot adják. Különböző mintázatokat a mintázófonalakkal létrehozott kötésekkel lehet előállítani.

## A csipkeverőgép (klöpligép)
Kétségtelen, hogy a kézi csipkeveréshez legjobban a csipkeverőgép működése hasonlít.
A csipkeverés kialakulása a 18. század közepére vezethető vissza, bár maga a fonatkészítés – ami ennek az eljárásnak a tulajdonképpeni alapja – már az ókorban is ismert díszítő technika volt. 1748-ban az angol Thomas Walford szerkesztette meg az első – akkor még fából készült – fonatológépet, amelyen a kézi csipkeveréshez használt orsókhoz hasonló csévék („babák”) jártak körben két egymással érintkező körpályán, egymást rendszeresen keresztezve és így alakítva ki a fonatolt zsinórt. Ezt a megoldást tökéletesítette aztán a német Johann Heinrich Bockmühl (1767), majd a francia E. Perrault (1780). További fejlesztések eredményeként lett azután ez a gép alkalmas csipkék előállítására. Jacquard-berendezést először a Kündig cég alkalmazott ezeken a gépeken.

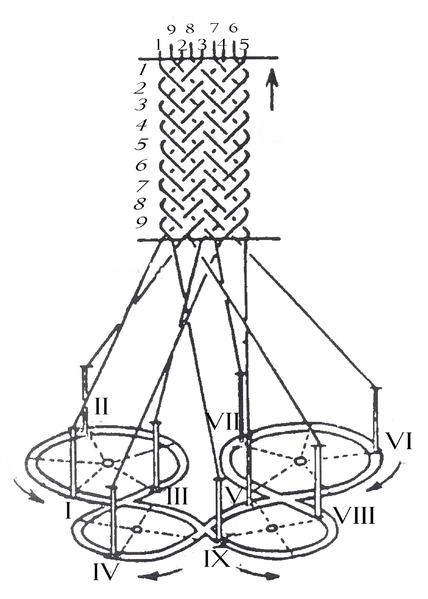
A fonatológép általános elrendezése és a fonatképzés elve

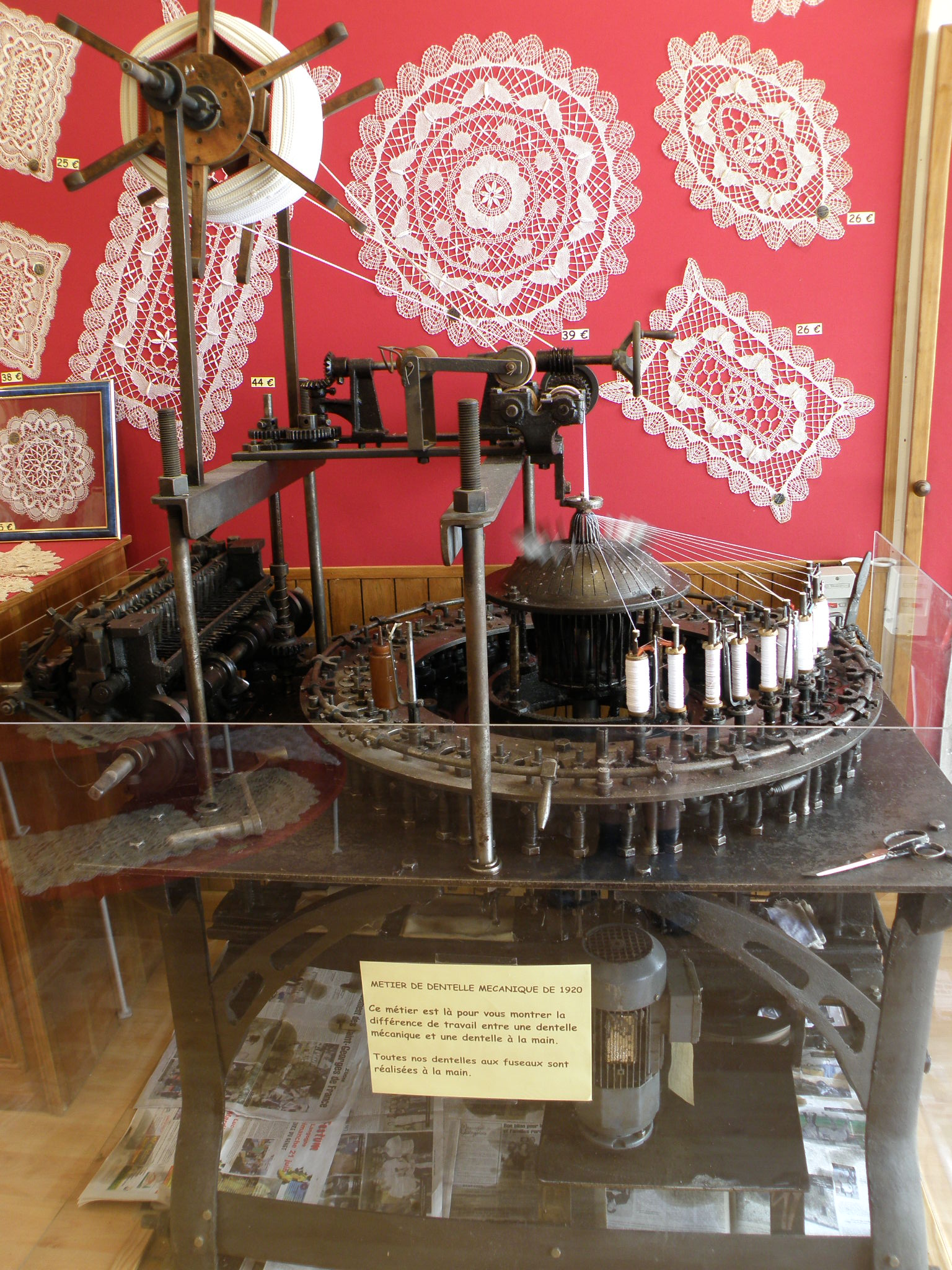
Csipkeverőgép

A fonatolt termékek jellemzője, hogy egy – alapjában véve hosszanti irányú – fonalrendszerből épülnek fel, szemben a szövéssel, ahol legkevesebb két fonalrendszerből épül fel a végtermék. A fonatolás technológia a szövéshez viszonyítva sokkal olcsóbb, ennek fő oka, hogy nem igényel különösebb előkészítést és kikészítést az előállított termék. A fonatológép babái egymást keresztező nyolcas alakú pályán mozognak, és így a babán lévő fonalak – a balról jobbra haladók a jobbról balra haladókkal – a kereszteződéseknél kötéseket hoznak létre.
A csipkegyártásra alkalmas gépeken természetesen nagyon sok (akár 100–120) baba kering nagyszámú körpályán és a mintának megfelelően vezérelve kerülgetik egymást, teljesen hasonló módon ahhoz, mint ahogy a kézi csipkeverésnél válogatják az egymást keresztező fonalakat. A jacquard-berendezés vezérli azt, hogy melyik babapár hol keresztezze egymás pályáját. Mivel a csipke készítésénél nem tömlő alakú képződményt kell létrehozni, mint például a zsinór esetében, hanem mind-két oldalán ép szélű szalagot, a babák körpályái nem zárulnak, hanem egy helyen nyitva maradnak (mint ahogy az ábra is mutatja). Ha mégis zárt pályájú gépen készítik a csipke-szalagot, akkor egy hosszanti fejtőfonalat kell beépíteni a fonatolt szerkezetbe, amely utólag kihúzható és így a cső kinyitható.

## A raschel-gépi csipke
Áttört mintás kelméket – ha nem is gazdagon díszített csipkéket – már az 1859-ben feltalált raschel-gépen is lehetett készíteni. Ez utóbbi gépek nagyarányú fejlesztése a 20. század közepére esett, mivel ekkor a csipkedíszítések igen divatosak voltak és a kötőgépgyárak fejlesztői is fantáziát láttak olyan gépek megalkotásában, amelyeken ilyen termékek előállíthatók. A láncrendszerű kötés – és ezen belül a raschel-gépeken alkalmazott technika – különösen megfelelőnek bizonyult bonyolult mintázatú csipkék készítésére, és a fejlesztések eredményeként hamarosan olyan gépek kerültek piacra, amelyeken valóban művészi jellegű kötött csipkék voltak gyárthatók. A csipkegyártásra szolgáló gépek megjelenése, a rajtuk készült termékek magas színvonala azután még erősítette is a csipkedivat felerősödését. Ehhez járult a sima és terjedelmesített poliamidfonalak gyors elterjedése is, ami szintén erre az időszakra volt jellemző. A többi gépesített csipkekészítési eljárással szemben az tette igazán versenyképessé a raschel-gépi csipkéket, hogy ezeken a gépeken sokkal nagyobb teljesítménnyel, következésképp olcsóbban lehetett előállítani olyan termékeket, amelyek esztétikai színvonaluk szempontjából semmivel sem bizonyultak alábbvalónak bobinet- vagy klöpligépek termékeinél.

### A raschel-gép
A raschel- (ejtsd: rasel) gép a láncrendszerű kötőgépek egy fontos csoportját képezi. A gép a hagyomány szerint nevét egy 19. századi francia színésznőről, Elisabeth-Felix Rachelről kapta, aki annak idején népszerűsítette a gépen készült kendőket. (Neve a kötőiparban németes írásmódban terjedt el.) A csipkéket készítő raschel-gépeket kanalas vagy karabinertűkkel szerelik fel. A láncrendszerű kelmék nagyszámú különálló fonalból épülnek fel, amelyek a kelme hosszában húzódva a szemek útján egymással kapcsolódnak.

### A raschel-gépi csipke szerkezete

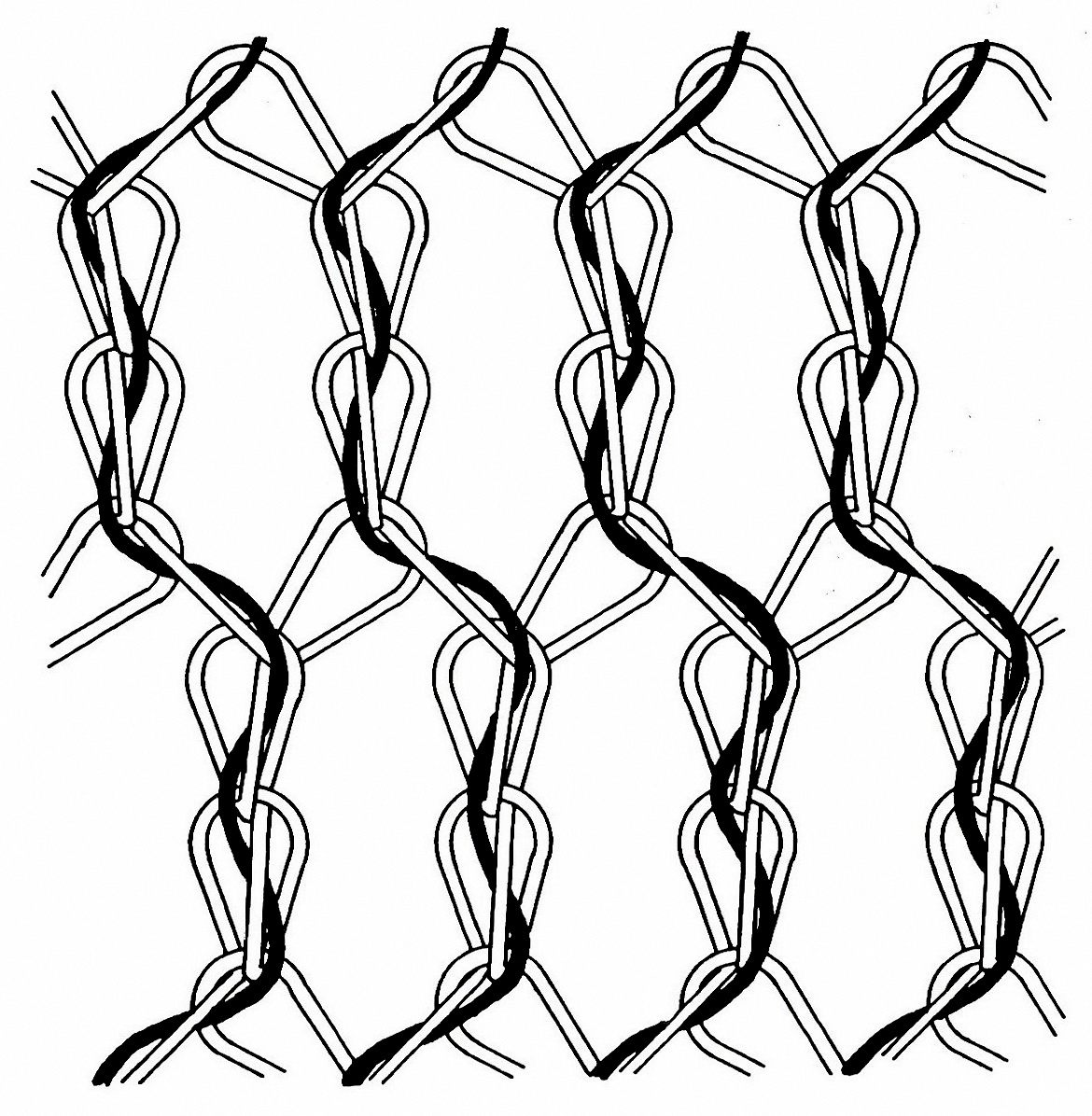
Raschel-gépi tüll csipkealap

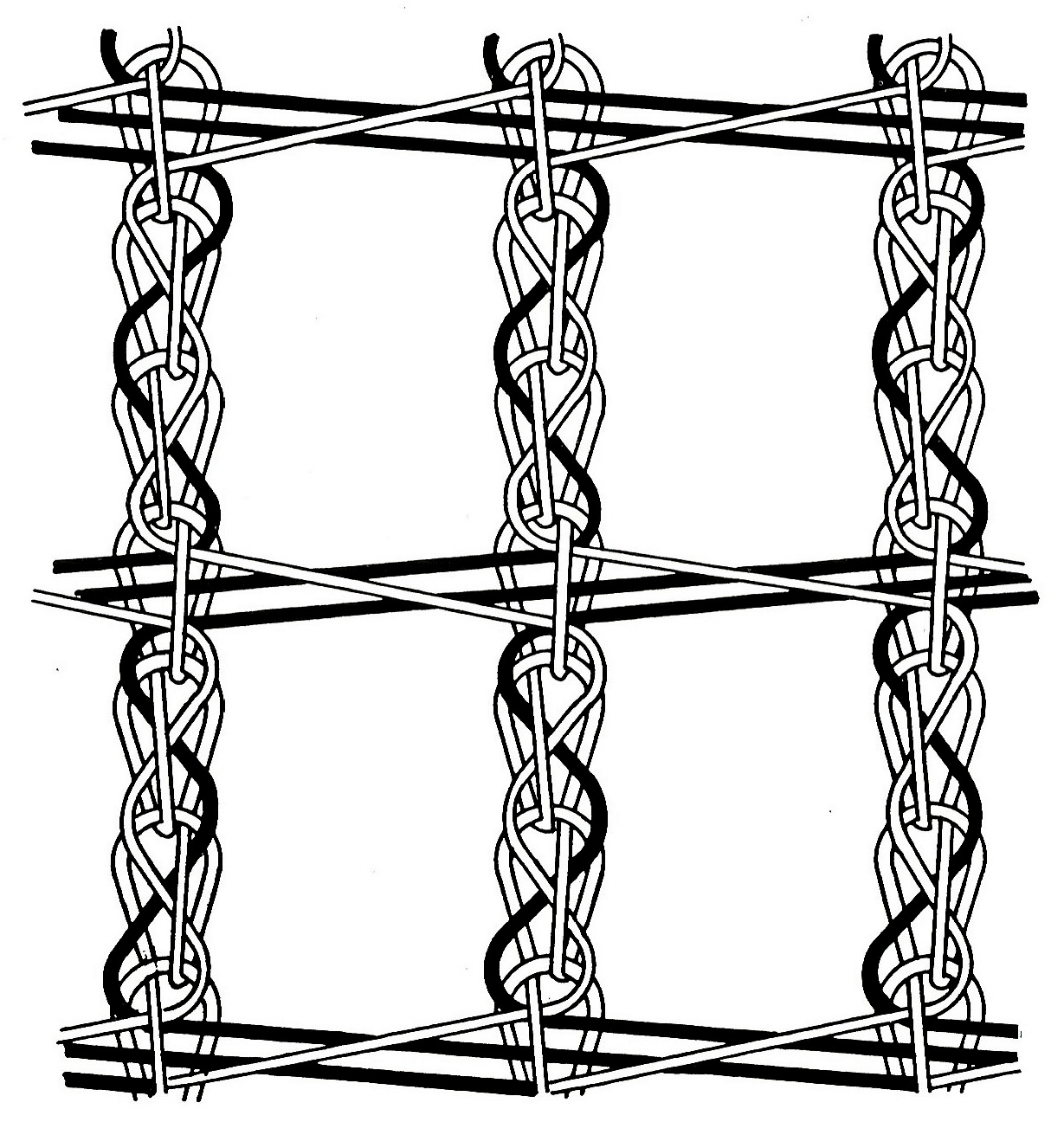
Raschel-gépi markizett csipkealap

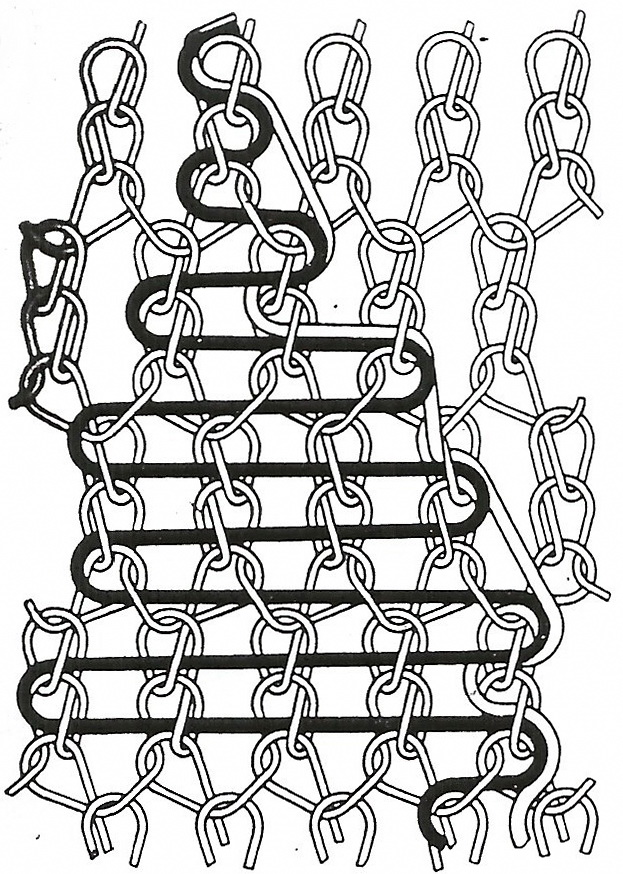
Mintázófonal tüll alapon

Kötéstechnikailag a raschel-gépen készült csipke egy alapkelme-szerkezetből (ez lehet hatszögletes nyílásokból álló tüll vagy nagyjából négyzet alakú nyílásokból álló markizett) és a tulajdonképpeni mintázatot adó díszítőfonalak (mintázófonalak) sokaságából áll. Ezekből a mintázófonalakból nem készítenek szemeket, hanem ún. bélelő fektetéssel kapcsolják az alapkelme szemeihez. Az alapkelme-szerkezet az előbbiek szerint valamennyi tűn készül, többnyire két vagy három fonalrendszerből, amit két ill. három különálló létra vezet a tűkhöz. A mintázatot további fonalak alkotják, ezek száma és létránénti eloszlása a mintától függ.
Az alapkelmét egészítik ki a mintázófonalak, amelyeket ún. bélelő fektetéssel, azaz szemképzés nélkül kötnek be az alapkelmébe. A bélelőfektetés mellett más kötéstani eljárások is alkalmasak a díszítőfonalak bevezetésére, amelyek közül a legelterjedtebb az ún. csapólemezes mintázás, aminek alkalmazásával nagyon plasztikus, dombormintás díszítések készíthetők.
A különlegesen nagy mintázóképességű, jacquard-berendezéssel felszerelt gépeken készült csipkék e kötésmódok szinte végtelen variációira adnak lehetőséget, mind az alapkelme-szerkezetek, mind pedig a szemképzés és a bélelő fektetés kombinációit illetően. Épp ez a rendkívüli változatosság a titka annak, hogy ez a technika igen gyorsan széles körben elterjedt és termékei meghódították a ruházati és a lakástextíliák piacát egyaránt.
A csipkekelme készítésének egy speciális esete az, amikor a cél keskeny csipkeszalagok készítése. Ezeket eredetileg összefüggő kelmeként állítják elő a raschel-gépen, és utólag, a kelme kikészítését követően fejtik szét különálló szalagokra. Ehhez egy ún. fejtőfonalat kell bevezetni, amit azután megfelelő gép segítségével ki lehet fejteni. Az így készült csipkeszalagnak a szélén kiálló fonalhurkokat találunk, amit „pikó”-nak neveznek. Bonyolultabb esetben a csipkeszalag széle hullámos széllel készülhet. Ezt úgy állítják elő, hogy a hullámos szél határolására szolgáló kontúrfonal mentén, e célra szolgáló géppel eltávolítják a kontúrfonalon kívül eső kelmesávot. Ez történhet levágással, vagy úgy, hogy – szintetikus fonalból készült csipke esetében – forró huzallal elolvasztják a kontúrfonal melletti fonalakat, így a mellette lévő kelmerész leesik.

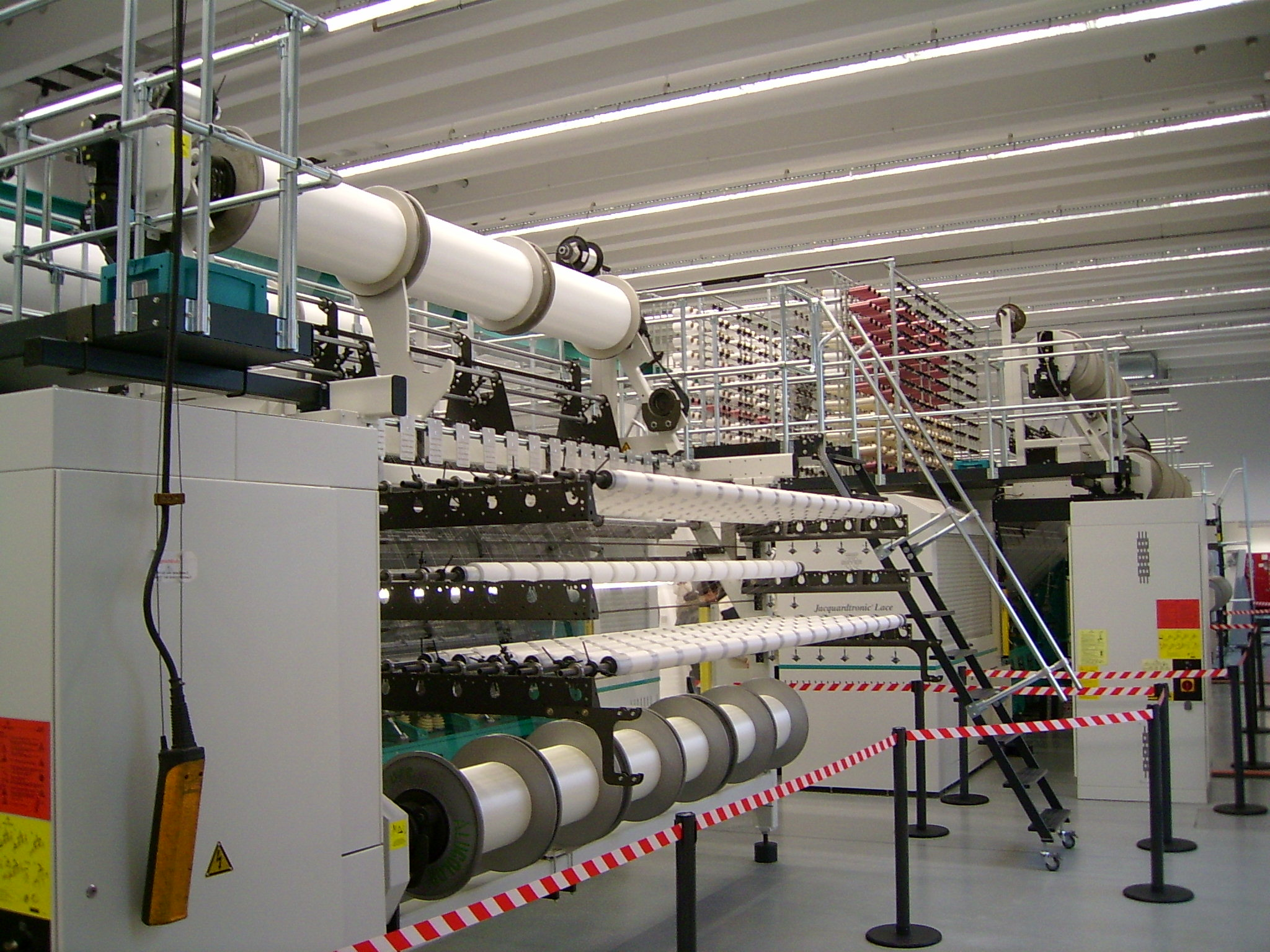
Csipke-raschelgép

A csipkekészítésre szolgáló raschel-gépek a 20. század 60-as éveiben jelentek meg és azóta igen gyors fejlődési pályát futottak be. Mára már hihetetlenül bonyolult, óriási, sokszínű minták készítésére alkalmasak nagy termelési sebességgel, köszönhetően azoknak a műszaki fejlesztéseknek, amelyek elsősorban a mintavezérlés számítógépes megoldását, az elektronika széleskörű alkalmazását vezették be ezeken a gépeken, valamint azoknak a gépszerkesztési újításoknak, amelyek a nagy sebességgel mozgó alkatrészek megbízható működését eredményezték. Mindezek folytán a gépesített csipkegyártás korábbi technikái, a bobinet- ill. a csipkeverőgépek nagymértékben háttérbe szorultak. Vannak ugyan még nagy hagyományokkal rendelkező régi gyárak, amelyek kínálnak ilyen gépeken készült exkluzív csipketermékeket, de a raschel-gépi csipkegyártás ma már mindenképpen a legelterjedtebb és legfejlődőképesebb.

## További információ
- Bobinet-csipke készítése (videó)